# (612584) 2003 QX113
(612584) 2003 QX113 ist ein großes transneptunisches Objekt, das bahndynamisch als Scattered Disk Object eingestuft wird. Aufgrund seiner Größe ist der Asteroid ein Zwergplanetenkandidat.

## Entdeckung
(612584) 2003 QX113 wurde am 31. August 2003 von einem Astronomenteam am Mauna-Kea-Observatorium entdeckt. Die Entdeckung wurde am 22. April 2006 bekanntgegeben.
Der Beobachtungsbogen des Asteroiden beginnt mit der offiziellen Entdeckungsbeobachtung am 31. August 2003. Im April 2017 lagen insgesamt 23 Beobachtungen über 6 Oppositionen im Zeitraum von 5 Jahren vor. Die bisher letzte Beobachtung wurde im Mai 2008 am Kitt-Peak-Observatorium durchgeführt. (Stand 22. Februar 2019)

## Eigenschaften

### Umlaufbahn
(612584) 2003 QX113 umkreist die Sonne in 351,18 Jahren auf einer elliptischen Umlaufbahn zwischen 37,26 AE und 62,29 AE Abstand zu deren Zentrum. Die Bahnexzentrizität beträgt 0,252, die Bahn ist 6,75° gegenüber der Ekliptik geneigt. Er bewegte sich 2017 über die 60 AE–Marke und wird sein Aphel um 2058 erreichen. Derzeit ist der Planetoid 60,21 AE von der Sonne entfernt. Das Perihel durchlief er das letzte Mal 1884, der nächste Periheldurchlauf dürfte also im Jahre 2235 erfolgen.
Marc Buie (DES) klassifiziert den Planetoiden als SDO, während das Minor Planet Center ihn zunächst ebenfalls als SDO und mittlerweile allgemein als «Distant Object» und als Nicht–SDO führt.

### Größe
Derzeit wird von einem Durchmesser von etwa 490 km ausgegangen, basierend auf einem Rückstrahlvermögen von 7 % und einer absoluten Helligkeit von 5,1 m. Die scheinbare Helligkeit von (612584) 2003 QX113 beträgt 22,56 m.
Da anzunehmen ist, dass sich (612584) 2003 QX113 aufgrund seiner Größe im hydrostatischen Gleichgewicht befindet und somit weitgehend rund sein muss, sollte er die Kriterien für eine Einstufung als Zwergplanet erfüllen. Mike Brown geht davon aus, dass es sich bei (612584) 2003 QX113 um wahrscheinlich einen Zwergplaneten handelt. Gonzalo Tancredi gab 2010 keine Empfehlung ab.
| Jahr                                         | Abmessungen km | Quelle   |
| -------------------------------------------- | -------------- | -------- |
| 2010                                         | 482,0          | Tancredi |
| 2018                                         | 509,0          | Johnston |
| 2018                                         | 490,0          | Brown    |
| Die präziseste Bestimmung ist fett markiert. |                |          |